# Raijuta Isurugi
(Raijuta a Yutaro dopo aver sconfitto i capipalestra)
Raijuta Isurugi (石動　雷十太?, Isurugi Raijūta) è un personaggio fittizio del manga e dall'anime di Nobuhiro Watsuki Kenshin samurai vagabondo. Nel doppiaggio inglese il cognome diventa Isugumi.

## Storia
Raijuta Isurugi fa la sua prima apparizione nel tankōbon numero 5, si presenta come colui che si preoccupa veramente fel futuro del kenjutsu in Giappone. Si tratta di un tipo alto e robusto che sembra voler affrontare tutti i capipalestra dei vari dojo, tra cui quello del signor Maekawa, un conoscente di Kaoru Kamiya. Raijuta lo affrontò con lo shinai (oggetto che egli considera alla stregua di un giocattolo), ferendolo e sconfiggendolo. A quel punto Kaoru chiede la rivincita ed è Kenshin ad affrontarlo, il quale riesce ad evitare la tecnica segreta Izuna.
Alcune ore dopo Raijuta si presenta al dojo Kamiya per "reclutare" Kenshin, al fine di creare un gruppo di spadaccini in grado di sovvertire la società Meiji e di estirpare le palestre che usano lo shinai, che per lui indicano un segno di debolezza del Giappone. Kenshin ovviamente rifiuta l'invito e anche quando Raijuta invia i suoi scagnozzi per fargli cambiare idea, il risultato è lo stesso.
Dopo alcuni giorni Raijuta torna ad attaccare Kenshin e compagni con le tecniche più forti della scuola Shinko Izuna. Malauguratamente però finisce per colpire al tendine del braccio destro il piccolo Yutaro, provocando l'ira di Battosai. Dopo aver accompagnato Yutaro in ospedale, Kenshin si appresta ad affrontare una volta e per tutte Raijuta, sconfiggendolo con i lampi del drago.

### Storia nell'anime
La storia di Raijuta nell'anime (inedito in Italia) è molto diversa. Qui Raijuta sfrutta le ricchezze di Yutaro per mettere su un "regno" di spadaccini giapponesi, reclutando vecchi ronin e samurai. Inoltre Raijuta non attacca alcuna palestra, né tanto meno combatte mai con lo shinai. In un episodio dice anche a Yutaro la verità sui suoi scopi, ferendo i sentimenti del ragazzo che in lui vedeva sia un maestro che un padre. Per quanto riguarda la parte finale della storia, invece, non cambia molto e Raijuta ferisce anche qui il braccio del povero Yutaro rendendolo incapace di maneggiare una katana.

## Tecniche
La tecnica della scuola Shinko si chiama Izuna, e consiste nel creare il vuoto tramite un movimento molto veloce della spada, riuscendo virtualmente a tagliare qualunque cosa; il nome della tecnica deriva da un mostro della mitologia giapponese, che si dice fosse fatto di vento.
Le tecniche mostrate sono due:
Matoi Izuna: Un potente colpo sferrato a distanza ravvicinata; nel manga infatti, pur usando uno shinai, Raijuta è in grado di tagliare lo shinai impugnato da Kenshin e danneggiare il pavimento della palestra. Kenshin stesso afferma che il colpo è potente a tal punto da poter tagliare in due un diamante.
Tobi Izuna: Ha gli stessi effetti del Matoi Izuna, ma ha la prerogativa di poter colpire a distanza, creando una lama di vento con un ampio raggio d'azione, impossibile da contrastare; è la tecnica con cui Raijuta ferisce il braccio di Yutaro.